# Фи² Павлина
Фи² Павлина (φ² Pav / φ² Pavonis) — желто-белая карликовая звезда, находящаяся на расстоянии приблизительно 82 световых лет в созвездии Павлина. В настоящее время эволюционирует в субгиганта.
Звезда является членом звёздной ассоциации движущаяся группы звёзд Дзеты Геркулеса.
В 1998 году группа исследователей из Европейской южной обсерватории (Чили) объявила об открытии планеты, которая обращается вокруг звезды Фи² Павлина. В 2002 эта группа дезавуировала своё сообщение, но подтвердила изменение периодичности в 7 дней, возможно, из-за звездного вращения.